# Fermentazione alcolica
La fermentazione alcolica è una forma di metabolismo energetico che avviene in alcuni lieviti in assenza di ossigeno. Essa è responsabile di diversi fenomeni comuni, quali la lievitazione del pane o la trasformazione del mosto in vino. Essa è operata da una particolare classe di microrganismi, i Saccharomyces, dei quali il più comune è senz'altro il S.cerevisiae, presente sulla buccia dell'uva come nel lievito di birra.
Fu il primo processo metabolico realizzato in vitro, grazie all'isolamento degli enzimi, così chiamati proprio perché isolati nel lievito (zymé, in greco).

## Reazioni chimiche e tappe

Schema della fermentazione alcolica

La fermentazione si svolge in due fasi: nella prima il lievito scinde, tramite l'enzima invertasi, gli zuccheri complessi (disaccaridi, come il saccarosio), mentre nella seconda avviene la formazione di etanolo (o alcol etilico) a partire dagli zuccheri semplici (ad esempio il fruttosio).
La reazione che caratterizza la prima fase è:
C12H22O11 + H2O → C6H12O6 + C6H12O6
con formazione di glucosio e fruttosio (due isomeri).
Nella seconda fase (che distingue la vera e propria fermentazione) a partire dal glucosio nel citoplasma dell'organismo anaerobico si verifica la glicolisi:
Glucosio + 2 NAD+ + 2 ADP + 2 Pi → 2 NADH + 2 piruvato + 2 ATP + 2 H2O + 2 H+
L'assenza di ossigeno impedisce poi il verificarsi del normale ciclo di Krebs e della respirazione cellulare aerobica che indirettamente (Sistema shuttle del malato-aspartato) (Sistema shuttle del glicerolo fosfato) rigenerano NAD+ indispensabile per la glicolisi di altro glucosio, è per tale ragione che la cellula passa ai processi caratteristici della fermentazione (v.figura).
La formula generale che sintetizza la formazione di etanolo e anidride carbonica a partire dal glucosio è quella del chimico-fisico francese Joseph Louis Gay-Lussac:
C6H12O6 → 2 CH3CH2OH + 2 CO2

## Utilizzi
La fermentazione alcolica fu usata già in tempi antichissimi per produrre bevande: un esempio è la birra, che fu inventata, adoperando i Saccharomyces, dai Sumeri o dagli Egizi; anche per il vino il suddetto tipo di reazione chimica è essenziale, malgrado in essa manchi completamente la prima fase (nell'uva è già contenuto il fruttosio e quindi i microrganismi non hanno bisogno di formarlo a partire da zuccheri più complessi come il saccarosio).

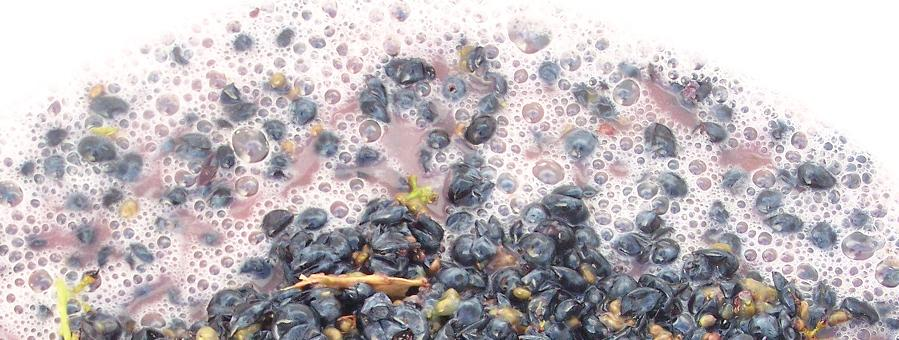
Uva in fermentazione per la produzione di vino.

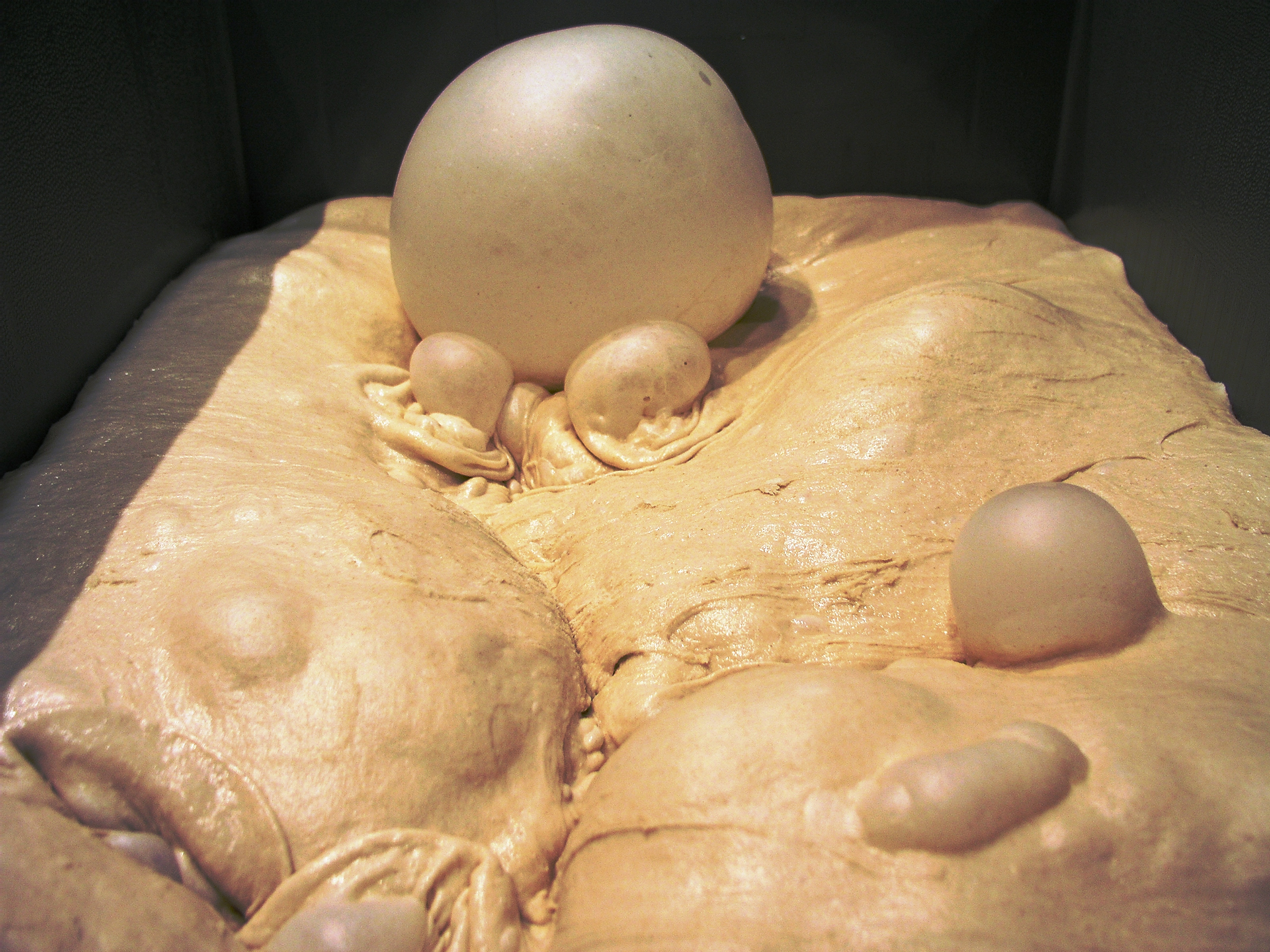
Sviluppo di anidride carbonica durante la fermentazione di un impasto.

Nel pane invece l'anidride carbonica prodotta dalla fermentazione dell'amido (un polimero di alfa-glucosio) è la causa della lievitazione dell'impasto che avviene grazie alla struttura data dal glutine; qualcosa di simile avviene anche nei dolci, ma spesso a danno più del saccarosio che della farina.